# Marit Arnstad
Marit Arnstad (født 4. maj 1962 i Stjørdal) er en norsk erhvervsleder, advokat og politiker (Sp), der siden 2012 har været minister for transport og kommunikation i Norge. Hun er fra Skatval i Stjørdal i Nord-Trøndelag, og uddannet jurist fra Universitetet i Oslo. Hun er Eli Arnstads tvillingesøster. Arnstad var stortingsrepræsentant i perioderne 1993–1997 og 2001–2005, og olie- og energiminister i Regeringen Kjell Magne Bondevik I fra 1997 til 2000. 

## Karriere
Arnstad var leder i Nord-Trøndelag Senterungdom fra 1979 til 1981, og derefter næstformand i Senterungdommens Landsforbund fra 1982 til 1985. Hun var medarbejder i JURK i 1984. Mellem 1986 og 1988 var hun leder i Senterungdommen, og dermed også medlem af hovedbestyrelsen i Senterpartiet. I Miljøministeriet var hun personlig sekretær fra 1989 til 1990, og førstekonsulent i 1992. bestyrelsesmedlem i Nei til EF i perioden 1989–1993, og medlem af rådet for samme organisation fra 1990 til 1997.
Hun har siddet i Stortinget i to perioder, 1993–1997 og 2001–2005, for Nord-Trøndelag Senterparti. Hun var Olie- og energiminister i Kjell Magne Bondeviks første regering mellem 1997 og 2000. Advokatfuldmægtig i Wiersholm, Mellbye & Bech fra 2000 til 2001, da hun på ny blev valgt til Stortinget. I perioden 2003-2005 var hun parlamentarisk leder for Senterpartiets stortingsgruppe. 
Hun valgte ikke at stille til genvalg til Stortinget i 2005, hovedsageligt for at kunne satse på en erhvervskarriere udenfor politikken. Hun arbejder fra 2006 i advokatfirmaet Schjødt i Trondheim. Arnstad har en række bestyrelsesposter. Blandt andet er hun bestyrelsesformand ved NTNU i Trondheim, næstformand i StatoilHydros bestyrelse, og bestyrelsesmedlem i Aker Seafoods ASA, Adresseavisen ASA, NTE Nett A/S.

## Ekstern Henvisning
- Marit Arnstad hos Stortinget